# Josep Maria Tallada i Paulí
Josep Maria Tallada i Paulí (Barcelona, 9 de juliol de 1884 - Barcelona, 1 de juliol de 1946) fou un economista i polític català.

## Biografia
Va néixer al carrer Passatge del Crèdit de Barcelona, fill de Rafael Tallada i Oliveres i de Fernanda Paulí i Galceran (1856-1900), ambdós de Tortosa.
Es llicencià en dret i en enginyeria industrial el 1908. Col·laborà amb la Mancomunitat de Catalunya com a director del Museu Social, professor de l'Escola d'Administració Pública i de l'Escola d'Alts Estudis Mercantils. Fou dirigent de les juventuds de la Lliga Regionalista i dirigent de la Cambra d'Indústria de Barcelona.
Durant la Segona República Espanyola fou diputat al Parlament de Catalunya per la Lliga Regionalista i director del Banco de Vizcaya. Fou professor de dret i ciències econòmiques a la Universitat Autònoma de Barcelona.
Durant la Guerra Civil espanyola s'afilià al partit únic dels nacionals, FET y de las JONS. El curs 1937-1938 fou professor a la Universitat de Salamanca.
Juntament amb Miquel Vidal i Guardiola, Manuel Reventós i Bordoy, Cebrià de Montoliu i de Togores i Josep Ruiz i Castellà, és considerat introductor de la ciència de la societat segons els mètodes de la jove escola històrica alemanya. Era partidari d'un liberalisme econòmic racional que comportaria amb el temps una participació més gran de l'Estat. Fou l'introductor del taylorisme i de la moderna anàlisi estadística, i estudià la gran depressió, els seus efectes i les seves alternatives.
Morí, després d'una llarga malaltia, l'1 de juliol de 1946 al seu domicili de Barcelona. És enterrat al Cementiri de Montjuïc (agrupació 3a, tomba menor 561).

## Obres
- El moviment social durant el segle xix (1911)
- Demografia de Catalunya (1918)
- L'organització científica de la indústria (1922)
- Anuari d'Estadística Social de Catalunya, des del 1913
- La crisi d'una civilització (1935)
- L'organització econòmica de la Rússia soviètica (1935)
- Economia política (1937)
- Historia de las finanzas españolas en el siglo XIX (1946) i
- La guerra económica (1948)